# Zastava 850
Der Zastava 850 bzw. 900 AK war ein in Lizenz von Fiat gefertigter Kleintransporter des ehemalig jugoslawischen Autoherstellers Zastava. Er ist auf der Basis des Fiat 850 bzw. Fiat 900 in kleinen Stückzahlen im Werk Kragujevac im heutigen Serbien bis Ende der 1980er Jahre hergestellt worden.
Das Leergewicht der Wagen wird mit 670–745 kg angegeben.
Der Zastava 850 basierte auf dem Zastava 750 und wurde erstmals auf der Belgrad Motorshow im Jahr 1980 vorgestellt. Der Motor hatte einen Hubraum von 843 cm³ und 32 PS Leistung (23,5 kW). Gegenüber dem 750 gab es eine verbesserte Bremsanlage mit Scheibenbremsen an der Vorderachse. Auch das Getriebe erhielt eine Synchronisierung in allen Gängen. Der 850 wurde von 1980 bis 1985 in einer Stückzahl von 36.481 Fahrzeugen produziert. Nachdem die Produktion des 750, von dem 923.487 Fahrzeuge produziert wurden, zeitgleich mit dem 850 im November 1985 beendet wurde, verlagerte man die Produktionsanlagen zur Firma Tofaş in die Türkei. Dort wurden noch weitere Fahrzeuge bis 1995 hergestellt.